# 테일러 핵퍼드

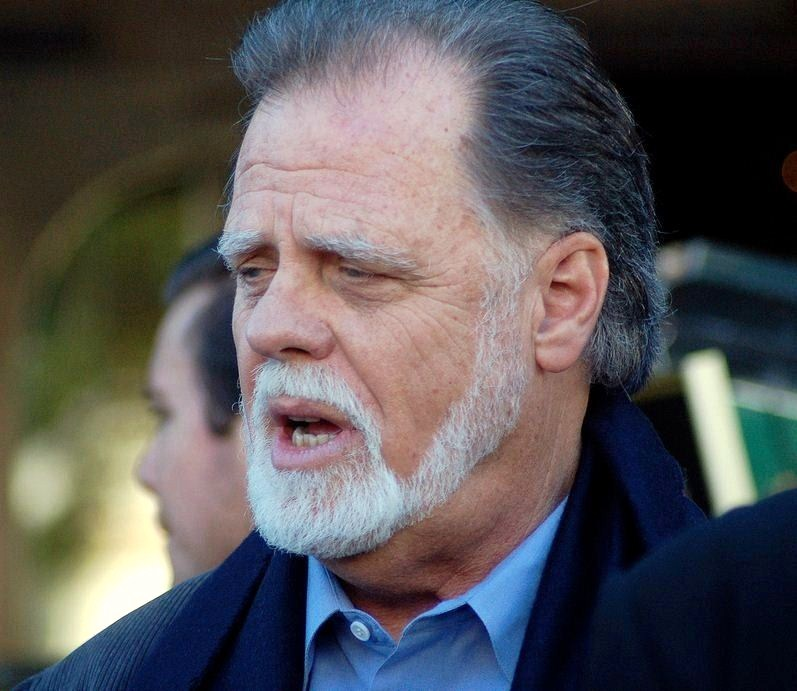

테일러 핵퍼드(Taylor Hackford, 1944년 12월 31일 ~ )은 미국의 영화 감독이다.

## 작품 목록
- 사관과 신사(1982)
- 어게인스트(1984)
- 백야(1985)
- 이스트 L.A 스토리(1993)
- 돌로레스 클레이븐(1995)
- 데블스 에드버킷(1997)
- 프루프 오브 라이프(2000)
- 레이(2004)
- 러브 랜치(2010)
- 파커(2013)
- 코미디언(2016)